# Ellendale (Minnesota)
Ellendale es una ciudad ubicada en el condado de Steele en el estado estadounidense de Minnesota. En el Censo de 2010 tenía una población de 691 habitantes y una densidad poblacional de 279,08 personas por km².

## Geografía
Ellendale se encuentra ubicada en las coordenadas 43°52′21″N 93°17′48″O / 43.87250, -93.29667. Según la Oficina del Censo de los Estados Unidos, Ellendale tiene una superficie total de 2.48 km², de la cual 2.48 km² corresponden a tierra firme y (0%) 0 km² es agua.

## Demografía
Según el censo de 2010, había 691 personas residiendo en Ellendale. La densidad de población era de 279,08 hab./km². De los 691 habitantes, Ellendale estaba compuesto por el 98.55% blancos, el 0% eran afroamericanos, el 0.29% eran amerindios, el 0.14% eran asiáticos, el 0% eran isleños del Pacífico, el 0.87% eran de otras razas y el 0.14% pertenecían a dos o más razas. Del total de la población el 2.46% eran hispanos o latinos de cualquier raza.